# Stéphane Collignon
Pour les articles homonymes, voir Collignon.
Stéphane Collignon, né le 8 juin 1973 à Drancy, est un dessinateur de bande dessinée et illustrateur français.

## Œuvre

### Bande dessinée
Sauf précision, Collignon est le dessinateur et son ou ses collaborateur(s) le(s) scénariste(s).
- Lex, avec Froideval, Zenda, coll. « Fantasy » :

1. La Loi du talion, 1999  (ISBN 2-723-42548-7).
2. La nouvelle Lame, 2000  (ISBN 2-723-43021-9).
3. Une Cible trop loin, 2003  (ISBN 2-7234-3382-X).

- Participation à Requiem Tenebrae, avec Philippe Jacquot, Nucléa, 2000  (ISBN 2-914235-24-0).
- Neurotrans, avec Christian Vilà, Albin Michel :

1. La Mort n'est pas éternelle, 2004  (ISBN 2-226-14409-9)[1].
2. Êtes-vous vivant ou êtes-vous mort ?, 2007  (ISBN 978-2-226-17559-5).

- Participation à Les Mondes de Lovecraft t. 1 : Arcanes, avec Patrick Renault, Soleil, 2008  (ISBN 978-2-302-00202-9)[2].
- Huitième Continent, avec Christian Vilà, 12 bis :

1. Le Cauchemar d'Edgar Allan Poe, 2011  (ISBN 978-2-356-48233-4)[3].

- Les Démons d'Armoises, avec Jean-Charles Gaudin et Jean-Luc Clerjeaud, Soleil :

1. Prelati, 2012  (ISBN 978-2-302-01977-5).
2. Jehanne des Garous, 2013  (ISBN 978-2-302-03151-7)[4].
3. Gilles l'hérétique, 2016  (ISBN 978-2-302-04743-3).

- La Geste des Chevaliers Dragons, avec Ange, Soleil :

21. « La Mer », dans La Faucheuse d'Ishtar, 2015  (ISBN 978-2-302-04868-3).
24. Les Nuits d'Haxinandrie, 2017  (ISBN 978-2-302-06218-4).
- Légende, avec Ange, Soleil :

1. Neiges, 2019  (ISBN 978-2-302-07881-9).
2. De mains de femmes, 2020  (ISBN 978-2-302-09054-5).
3. Renouveau, 2021  (ISBN 978-2-302-09150-4).

### Illustration
- Couverture du roman Le Chacal de Nar de la série Des tyrans et des rois.
- Couverture du roman La Guilde des magiciens de la trilogie La Trilogie du magicien noir.
- Couverture du recueil de nouvelles de Robert E. Howard Le seigneur de Samarcande, Bragelonne, coll. « Les intégrales », 2009.